# Avengers (Marvel Cinematic Universe)
Avengers je fiktivní tým superhrdinů z franšízy Marvel Cinematic Universe, založený na stejnojmenném týmu z komiksů Marvel Comics od Stana Leeho a Jacka Kirbyho.
Avengers je tým založený ředitelem S.H.I.E.L.D.u Nickem Furym, především ze superschopných a nadaných jedinců, kteří se zavázali chránit svět před různými hrozbami. Avengers operují z New Yorku – původně z Avengers Tower v Manhattanu a později z Avengers Compound v Upstate New Yorku.

## Fiktivní biografie

### Program Avengers
V roce 1995 je program Avengers vytvořen ředitelem S.H.I.E.L.D.u Nickem Furym, poté, co se setkal v 90. letech s Carol Danversovou. Cílem programu Avengers je sestavit tým superhrdinů, který bude čelit hrozbám. Svůj plán pojmenoval po jejím volacím znaku amerického letectva „Avenger“. O několik let později Fury hodnotí různé jednotlivce pro Avengers, včetně Starka a Rogerse, ale Starkovo členství je odmítnuto po negativní zprávě o jeho vhodnosti od Romanovové. Podle Světové bezpečnostní rady by se měl k Avengers připojit i Emil Blonsky, ale Stark odradí Rosse od jeho nápadu.

### Bitva o New York
V roce 2012 se Loki teleportuje na Zemi, do zařízení S.H.I.E.L.D.u, kde ukradne Teserakt a pomocí svého žezla ovládne Bartona a doktora Selviga. Po útoku, Fury rekrutuje Bannera, aby vyhledal Teserakt, zatímco Rogers, Romanovová a Stark zatknou Lokiho. Později, skupina konfrontuje Furyho, když zjistí, že S.H.I.E.L.D. chce vyrábět zbraně pomocí Teseraktu. Během konfrontace Barton zaútočí na Helikariér a vyprovokuje Bannera, aby se proměnil v Hulka.
Poté, co Loki zabije agenta Phila Coulsona, Avengers se spojí. Romanovová osvobodí Bartona z kontroly mysli a Avengers se vydají konfrontovat Lokiho, který mezitím otevřel červí díru a zahájil svůj útok na Zemi. Během bitvy se rozhodne Světová rada bezpečnosti pro jaderný útok na Manhattan, ale střelu zachytí Stark, proletí s ní červí dírou a zničí mateřskou loď Chitauri, čímž deaktivuje armádu. Romanovová použije Lokiho žezlo k uzavření portálu a Loki je zadržen a odvezen do Asgardu. Avengers se oficiálně spojí a Stark zrekonstruuje Stark Tower na Avengers Tower.

### Boj s Ultronem

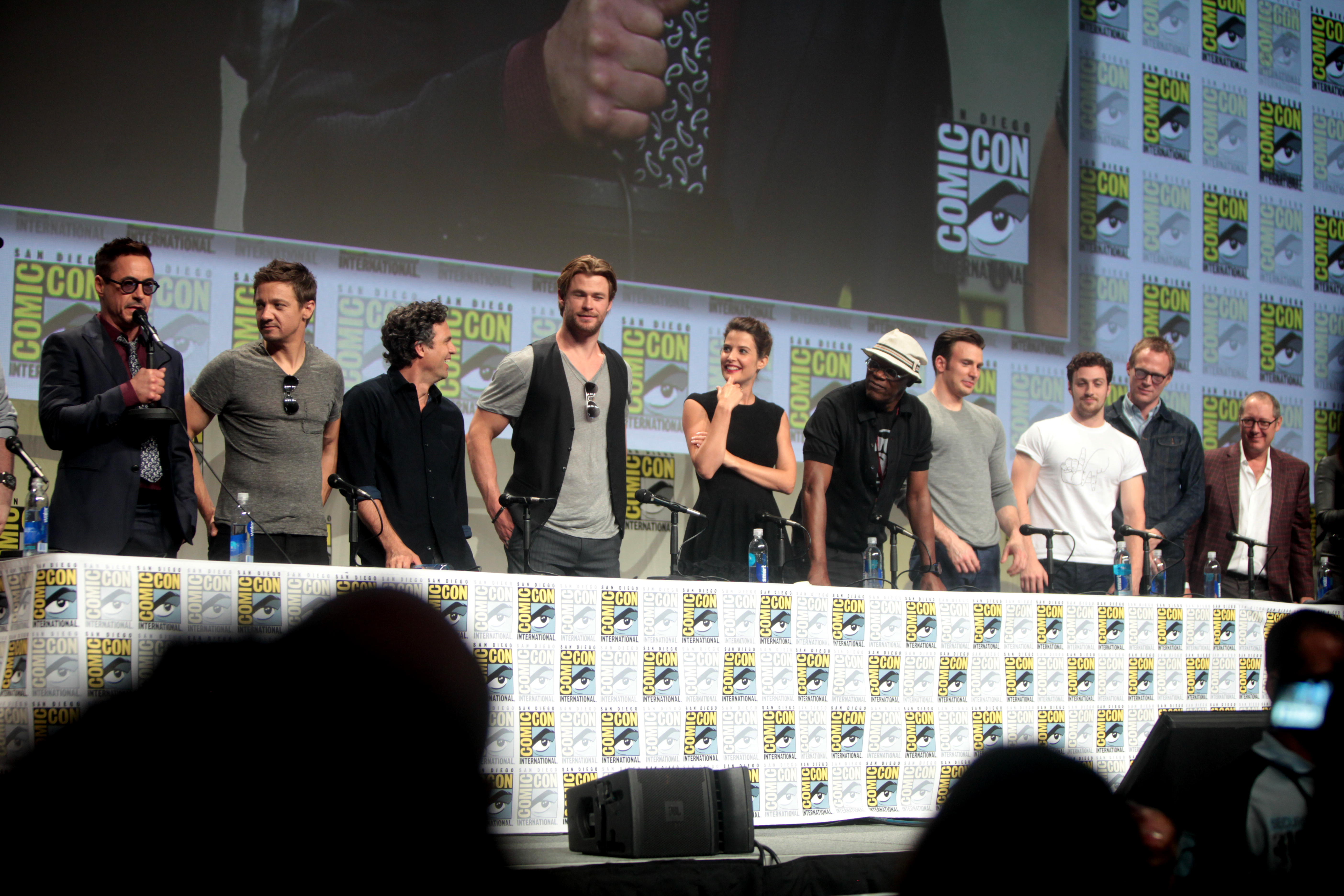
Obsazení filmu Avengers: Age of Ultron na ComicConu.

Tři roky po útoku na New York je Lokiho žezlo používáno Hydrou, po zhroucení S.H.I.E.L.D.u. Avengers jej vystopují do východoevropského města Sokovie, kde bojují s Hydrou, aby ho znovu získali. Barton je v bitvě zraněn vylepšeným Pietrem Maximovem, zatímco Rogers zajme vůdce Hydry von Struckera a Starkovi se podaří získat žezlo, i přes to, že mu Wanda Maximovová způsobila halucinaci. Stark a Banner se rozhodnou použít žezlo k vytvoření mírumilovného programu Ultron. Během oslavy Avengers, Ultron zaútočí na Avengers s cílem je zničit a zabije von Struckera.
V Africe se Avengers střetnou s Ultronem, nyní spojeným s Maximovovými. Wanda vyvolá u Avengers halucinace a změní Bannera na Hulka. Hulk začne řádit v Johannesburgu, dokud ho nezastaví Stark ve svém brnění Hulkbuster.
Po rozhovoru s Furym, Rogers, Barton a Romanovová získají vibraniové tělo vytvořené Ultronem. Stark a Banner nahrají J.A.R.V.I.S.e do těla, ačkoli čelí odporu od Rogerse a Maximovových. Thor, který měl vizi s Kameny nekonečna, použije Mjolnir, a dokončí Visiona.
Když se Ultron snaží způsobit vyhynutí lidstva pomocí Sokovie, Avengers, ke kterým se přidal Rhodes a dvojčata, porazí Ultronovy hlídky a evakuují obyvatele. Pietro Maximoff je zabit při záchraně Bartona a Stark s Thorem nechají Sokovii explodovat, aby zabránili vyhynutí lidí a Vision zničí poslední zbývající tělo Ultrona. Po bitvě se Stark rozhodne odejít jako aktivní člen týmu, Banner zmizí a Thor se vydá do vesmíru, aby vystopoval Kameny nekonečna, zatímco Rhodes, Wilson, Maximovová a Vision se připojí k týmu. Avengers se zároveň nastěhují do nové základny v Upstate New Yorku.

### Boj mezi Avengers
O pár měsíců později se nová základna Avengers stane terčem loupeže a potyčky mezi Wilsonem a Langem, když se Lang snaží ukrást součástku pro Hanka Pyma.
Rok po bitvě o Sokovii Rogers, Romanovová, Maximovová a Wilson brání výzkumnou laboratoř v Lagosu před Rumlowem. Skupina úspěšně zastaví Rumlowa a jeho posádku žoldáků, ale když pokus o sebevražedný útok Rumlowa odrazí Maximovová telekinezí, jsou omylem zabiti wakandanští diplomaté. V důsledku toho, ministr zahraničí Thaddeus Ross předkládá Avengers Sokovijskou dohodu, legislativu OSN, která by Avengers podřídila přímou pravomocí OSN, ačkoli Stark, Rhodes, Vision a Romanovová tuto myšlenku podporují, Rogers a Wilson nesouhlasí kvůli obavám z omezení jejich svobody rozhodnutí.
Poté, co je Barnes obviněn ze zabití krále T'Chaka z Wakandy, Rogers a Wilson se ho snaží ochránit před zatčením, což je přiměje ke střetu se Starkem, Rhodesem, Romanovovou a T'Challou. Poté, co je Barnes zadržen v Berlíně, Helmut Zemo aktivuje jeho alter ego Winter Soldiera pomocí knihy. Barnes se později opět vrátí k sobě a odhalí Zemův plán. Aby jim pomohl, Wilson naverbuje Langa a Rogers Bartona, který se staví pro Maximovovou. Obě strany Avengers se pak střetnou na letišti v Lipsku, kde Rogers, Barnes, Wilson, Barton, Lang a Maximovová stojí proti Starkem, Rhodesem, Romanovovou, Visionem, Parkerem a T'Challou.
Rogersovi a Barnesovi se s pomocí Romanovové podaří uprchnout, zatímco jejich zbytek týmu je uvězněn v Raftu. Mezitím Vision, který míří na Wilsona, omylem sestřelí Rhodese, který spadne a je paralyzován. Rogers, Barnes a později Stark dorazili do sibiřské základny Hydry, aby zastavili Zema v reaktivaci programu Winter Soldier. Zemo však ukáže Starkovi záběry vraždy jeho rodičů Barnesem, čímž Starka obrátí proti Rogersovi a Barnesovi. Během boje se podaří Starkovi pomocí F.R.I.D.A.Y. chvíli porážet Rogers, ale ten poté deaktivuje Starkovo brnění a odejde bez svého štítu. Mezitím T'Challa zatkne Zema poté, co zjistil, že byl skutečným vrahem jeho otce. Rogers později vysvobodí svůj tým z Raftu s pomocí Romanovové.

#### Následky

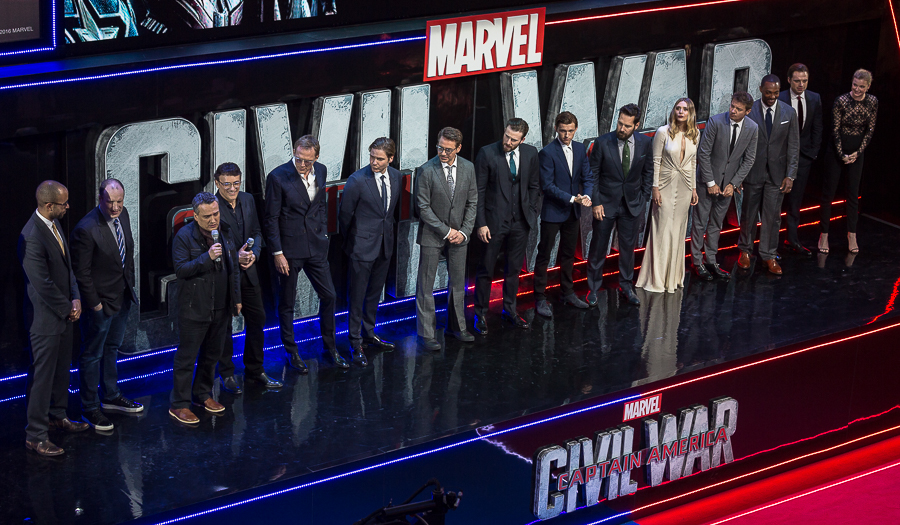
Obsazení z filmu Captain America: Občanská válka na premiéře filmu v Londýně.

Po souboji, navrhne Stark Rhodesovi protetické nohy, prodá Avengers Tower a Parkerovi nabídne místo v Avengers poté, co porazí Vultura. Parker ale odmítne. Mezitím se Barton a Lang dohodnou s americkou vládou na domácím vězení, aby se mohli vrátit ke svým rodinám. Thorovo pátrání po Kamenech nekonečna ho přivede do konfliktu s Velmistrem, kde potká Valkýru a shledá se s Bannerem. Asgard je později zničen a Thor vede přeživší asgardské uprchlíky.

### Infinity War
V roce 2018 se Avengers dostanou do konfliktu s Thanosem, který hledá šest Kamenů nekonečna, aby vymazal polovinu veškerého života ve vesmíru. Thanos přepadne asgardskou loď, zabije Lokiho, zneschopní Thora a porazí Hulka, ale ten je Heimdallem poslán na Zemi. Banner informuje Strange a Wonga o Thanosově blížícím se příjezdu. Strange, Wong a Banner, ke kterým se přidal Stark a později i Parker, se v Manhattanu postaví Mawovi a Obsidianovi. Po souboji je Strange zajat Mawem, zatímco Banner kontaktuje Rogerse, aby ho varoval před Thanosovým záměrem získat Visionův Kámen mysli.

#### Bitva na Titanu
Ve vesmíru na palubě Mawovy lodi Stark a Parker zachrání Strange a zabijí Mawa. Na Starkovo naléhání zamíří na Thanosovu domovskou planetu Titan, kde se spojí se Strážci Galaxie. Avengers a Strážci dokážou Thanose zadržet a pokusit se mu sejmout Rukavici nekonečna, ale rozzuřený Quill zaútočí na Thanose, když se dozví o smrti Gamory, což umožní Thanosovi uniknout. Thanos zneschopní oba týmy a Strange se vzdává Kamene času, aby zachránil Starkův život.

#### Bitva ve Wakandě
Mezitím Rogers, Romanovová a Wilson pomohou Maximovové a Visionovi proti Midnight a Glave. Společně se vrátí do základny, kde se znovu setkají s Rhodesem a Bannerem. Když se Vision dozví o hrozbě, navrhne, aby byl zničen, v zájmu, aby Thanos nezískal Kámen mysli, ale Avengers odmítnou jeho návrh a cestují do Wakandy, kde Shuri, sestra T'Chally, zahájí operaci k odstranění Kamene z Visiona. Mezitím se armáda Wakanďanů, jednotka Dora Milaje a Barnes spojí s Avengers, aby bránili Visiona před Thanosem a jeho armádou. Banner, který si nemůže stát Hulkem, si vezme upravené brnění Hulkbuster, Thor, Rocket a Groot dorazí do Wakandy a připojí se k bitvě, přičemž Thor používá svou novou sekeru, Hromovraha.
Během boje, Glaive přepadne Shuri a zabrání jí operovat Visiona. Vision proto vyletí ven a bojuje s ním, kde ho následně zabije. Když Thanos dorazí, Vision naléhá na Maximovovou, aby zničila Kámen mysli, ale ona odmítá, protože ho nechce ztratit. Avengers se podaří zastavit Thanose, ale když se jim to nepodaří Maximovová zničí Kámen a zabije Visiona, ale Thanos použije Kámen času, který získal od Strange, aby zvrátil akci a znovu získal kámen z Visionova čela, čímž ho znovu zabije. Thanos tak získá všechny Kameny nekonečna, a i přes to, že na něj zaútočí Thor, Thanos luskne s rukavicí a teleportuje se pryč. Wilson, Barnes, Maximovová, Strange, Parker, T'Challa, Groot, Quill, Drax a Mantis se rozpadnou spolu na prach s další polovinou vesmíru.

### Zvrácení probliku
O tři týdny později se přeživší Avengers spojí, když je Stark s Nebulou zachráněn z vesmíru Danversovou. Po výbuchu vzteku od Starka směrem k Rogersovi, zbytek Avengers zaznamená výkyv energie z Thanosovy planety, Zahrady, a proto Rogers, Banner, Thor, Danversová, Rhodes, Rocket a Nebula zde zamíří, aby ho přepadli. Po příletu Thanos odhalí, že zničil Kameny nekonečna, což přimělo Thora, aby mu sťal hlavu.
Během následujících pěti let se Romanovová stane vůdcem Avengers a k přidá se k ní Danversová, Rocket a Nebula. Společně s Okoye pracují na potlačení nepokojů na Zemi a jiných planetách způsobených Problikem. Rogers se stane poradcem, zatímco Stark odejde do důchodu, aby žil se svou ženou Pepper a dcerou Morgan. Barton, jehož rodina se stala obětí Probliku, se rozhodne bojovat proti kartelům pod přezdívkou Ronin. Thor, přemožený depresemi, se stane alkoholikem s nadváhou. Banner mezitím spojí tělo Hulka a svou mysl, aby si zachoval sílu, ale i inteligenci.

#### Časová loupež
V roce 2023, navštíví Lang Rogerse a Romanovovou, poté, co byl omylem propuštěn z kvantové říše. Vysvětlí, že v kvantové říše zažil pouze pět hodin místo pěti let, a proto jim navrhne využít to k cestování časem, aby dokázali zvrátit Problik. Lang, Rogers a Romanovová navštíví Starka a Bannera, aby jim navrhli plán, přičemž Stark odmítne, ale Banner souhlasí. Společně provedou neúspěšné testy s Pymovým tunelem. Po neúspěšných testech přijede do základny Stark, který mezitím problém s cestováním vyřešil.
Banner, Rogers, Stark a Lang cestují do New Yorku do roku 2012, ale po neúspěšném pokusu získat Kámen prostoru, Stark a Rogers cestují do 70. let, aby jej získali. Thor a Rocket mezitím získají Kámen reality a Mjolnir z Asgardu z roku 2013. Rhodes a Nebula v roce 2014 získají Kámen moci z Moragu, ale Nebula je zajata Thanosem z roku 2014 a nahrazena svým minulým já. Mezitím na planetě Vormir bojuje Barton a Romanovová, která se nakonec obětuje pro Kámen duše. Avengers se vrátí do přítomnosti, Stark, Banner a Rocket vyrobí novou rukavici a Banner následně luskne, a zvrátí tak Problik.

#### Závěrečná bitva
Mezitím Nebula z roku 2014, vydávající se za Nebulu z 2023, použije stroj času k přepravě Thanose z 2014 a jeho válečné lodi do současnosti. Loď zahájí palbu, zničí tak základnu, a Avengers jsou uvězněni pod troskami budov. Mezitím Nebula z 2023 přesvědčí Gamoru z roku 2014, aby zradila Thanose, ale nedokáže přesvědčit Nebulu z 2014 a zabije ji. Thanos následně přemůže Starka, Thora a Rogerse, který je nyní hoden a používá Mjolnir. Thanos povolá svou armádu, aby získala Kameny, s úmyslem je použít ke zničení celého vesmíru a vytvoření zcela nového.
Mezitím obnovený Strange s dalšími čaroději, Avengers, Strážci Galaxie, Ravagers a armádou Wakandy se přidají k Avengers a bojují proti Thanosově armádě. Později přiletí i Danversová, která zničí Thanosovu loď a vezme rukavici nekonečna, ale Thanos ji přemůže. Stark zaútočí na Thanose, vezme mu Kameny a použije je na zničení Thanose, aby zachránil své blízké a navrátil vesmíru rovnováhu, ale je při tom zabit.

#### Následky
Po Starkově pohřbu, jmenuje Thor Valkýru novou vládkyní Nového Asgardu a zamíří se Strážci Galaxie do vesmíru. Rogers vrátí Kameny nekonečna a Mjolnir do jejich správných časových linií a zůstane v minulosti, aby žil s Peggy Carterovou. V současnosti starý Rogers předá svůj štít Wilsonovi a odejde do důchodu. Lang se vrátí domů, aby strávil čas s Hope a jeho dcerou Cassie. Wanda ve svém zármutku z Visionovy smrti vytvoří ve Westview v New Jersey falešnou realitu, kde je Vision naživu a žijí spolu šťastně.
Rhodes a Wilson se vrátí do americké armády a Wilson se později stane novým Kapitánem Amerikou. Parker se vrátí do školy a stane se Starkovým nástupcem, dokud se nedostane do konfliktu s Beckem, který odhalí Parkerovu tajnou identitu a obviní ho jako vraha. Parker proto požádá Strange o pomoc, aby zvrátil škody, ale kouzlo se vymkne a způsobí otevření multivesmíru. Pro záchranu jeho vesmíru před zhroucením, se Parker rozhodne nechat zcela vymazat vzpomínky světa na jeho existenci. Nyní anonymní, bez jakýchkoli blízkých, pokračuje ve své práci jako Spider-Man.
Danversová a Banner zůstanou v kontaktu a odpoví na Wongovu prosbu, aby prodiskutovali původ Shang-Chiho Deset prstenů. Barton odejde do důchodu a žije s rodinou na své farmě, dokud se na veřejnosti neobjeví jeho oblek z dob Ronina a musí zachránit Kate Bishopovou a smířit se s sestrou Romanovové, Jelenou Bělovovou.

## Alternativní verze

### Co kdyby…?

#### Smrt Avengers
V alternativním roce 2011 eliminuje Hank Pym kandidáty Avengers – Starka, Thora, Bartona, Bannera a Romanovovou. Poté, co je Pym poražen, Loki využije příležitosti k invazi na Zemi. Mezitím, se Fury připraví na reaktivaci týmu poté, co je Rogers objeven v Arktidě a Danversová zareaguje na jeho volání o pomoc. Rogers, Danversová a Fury později bojují s Lokim a jeho asgardskou armádou na helikariéru. Během boje přinese Watcher variantu Romanovové z vesmíru, který byl zničen Ultronem, a ona zneschopní Lokiho jeho vlastním žezlem, než ji přivítá Fury.

#### Zombie
V alternativním roce 2018 je omylem vypuštěn kvantový virus, který mění lidi v zombie. Avengers zareagují na epidemii v San Franciscu, ale následně jsou také nakaženi. Banner a Parker přežijí a spolu s dalšími spojenci najdou Visiona, který udržuje nakaženou Wandu Maximovovou naživu tím, že jí krmí kousky T'Chally. Vision se obětuje, aby jim poskytl Kámen mysli, aby ho mohli použít k nalezení léku, a Banner zaměstná Maximovovou, aby umožnil Parkerovi, T'Challovi a Langovi uprchnout do Wakandy, kde ale čeká infikovaný Thanos s Kameny nekonečna.

#### Ultronova výhra
V alternativním roce 2015 se Ultron úspěšně nahraje do Visionova těla a zabije Avengers, kromě Bartona a Romanovové. O několik let později, Ultron pokračuje dále ve svém ničení po získání Kamenů nekonečna. Barton a Romanovová si uvědomí, že jejich úsilí ho zastavit je bezvýznamné, a tak se pokusí se najít způsob, jak vypnout jeho UI. Podaří se jim naleznout kopii vědomí Arnima Zoly, a pokusí se ho nahrát do Ultronovy mysli, ale Barton se marně obětuje a nahrávání selže, když Ultron vstoupí do prostoru mezi vesmíry.

## Výskyt

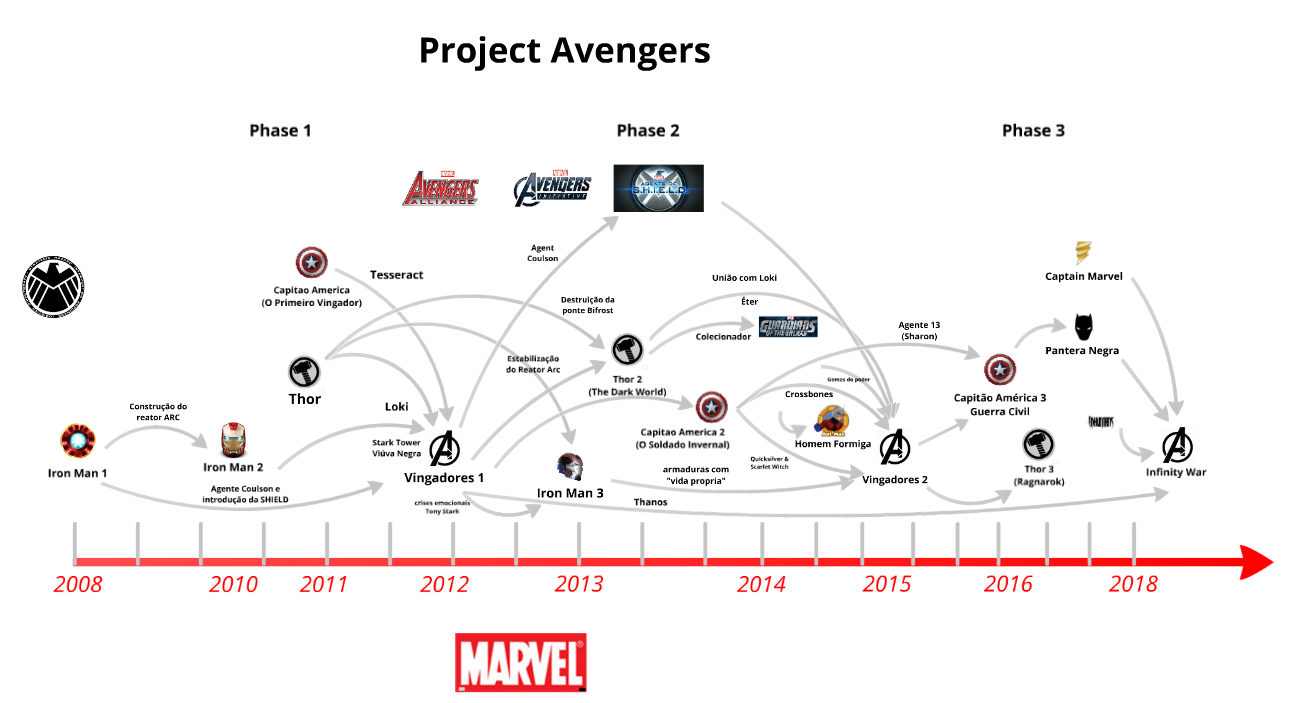
Časová osa Avengers, spolu s návaznostmi na ostatní filmy MCU

### Filmy
- Avengers
- Avengers: Age of Ultron
- Captain America: Občanská válka
- Avengers: Infinity War
- Captain Marvel (potitulková scéna)[46]
- Avengers: Endgame
- Avengers: Doomsday (připravovaný)
- Avengers: Secret Wars (připravovaný)

### Seriály
- Co kdyby…?

## Členové
| Postava                           | Hraje                                            | Připojení se k Avengers        | Poznámky                            |
| Zakládající členové               | Zakládající členové                              | Zakládající členové            | Zakládající členové                 |
| --------------------------------- | ------------------------------------------------ | ------------------------------ | ----------------------------------- |
| Tony Stark / Iron Man             | Robert Downey Jr.                                | Avengers (2012)                | Zemřel po použití Kamenů nekonečna  |
| Bruce Banner / Hulk               | Mark Ruffalo                                     | Avengers (2012)                |                                     |
| Thor                              | Chris Hemsworth                                  | Avengers (2012)                | Ve vesmíru se Strážci galaxie       |
| Steve Rogers / Captain America    | Chris Evans                                      | Avengers (2012)                | V důchodu                           |
| Nataša Romanovová / Black Widow   | Scarlett Johanssonová                            | Avengers (2012)                | Zemřela během získávání Kamene duše |
| Clint Barton / Hawkeye            | Jeremy Renner                                    | Avengers (2012)                |                                     |
| Pozdější členové                  |                                                  |                                |                                     |
| James Rhodes / War Machine        | Don Cheadle                                      | Avengers: Age of Ultron (2015) |                                     |
| Wanda Maximovová                  | Elizabeth Olsen                                  | Avengers: Age of Ultron (2015) |                                     |
| Vision                            | Paul Bettany                                     | Avengers: Age of Ultron (2015) | Zabit Thanosem                      |
| Sam Wilson / Falcon               | Anthony Mackie                                   | Avengers: Age of Ultron (2015) |                                     |
| Peter Parker / Spider-Man         | Tom Holland                                      | Avengers: Infinity War (2018)  |                                     |
| Rocket                            | Bradley Cooper (hlas) Sean Gunn (motion capture) | Avengers: Endgame (2019)       | Ve vesmíru                          |
| Nebula                            | Karen Gillanová                                  | Avengers: Endgame (2019)       | Ve vesmíru                          |
| Carol Danversová / Captain Marvel | Brie Larson                                      | Avengers: Endgame (2019)       | Ve vesmíru                          |
| Scott Lang / Ant-Man              | Paul Rudd                                        | Avengers: Endgame (2019)       |                                     |

### Ostatní
- Nick Fury, ředitel S.H.I.E.L.D.u, vytvořil Avengers a několikrát jim pomohl.[47]
- Phil Couson přispěl k vytvoření Avengers.[48]
- S.H.I.E.L.D. pomáhal Avengers v bitvě o New York i v bitvě o Sokovii.[49]
- Pietro Maximoff bojoval s Avengers v bitvě o Sokovii, ale byl zabit Ultronem.[50]
- Erik Selvig a Helen Cho spolupracovali s Avengers během Avengers: Age of Ultron.[51][52]
- T'Challa a Bucky Barnes bojovali s Avengers během Občanské války, Infinity War, a Endgame.[53][54]
- Ayo, Drax, Groot, Mantis, M'Baku, Okoye, Shuri, Peter Quill, Stephen Strange, Wong a Wakandská armáda bojovali po boku Avengers během Infinity War a Endgame.[55]
- Gamora (z roku 2014), Howard the Duck, Korg, Obfonteri, Miek, Pepper Pottsová, Valkýra, Hope van Dyneová a Asgardská armáda bojovali s Avengers během Endgame.[56]

## Koncepce a tvorba

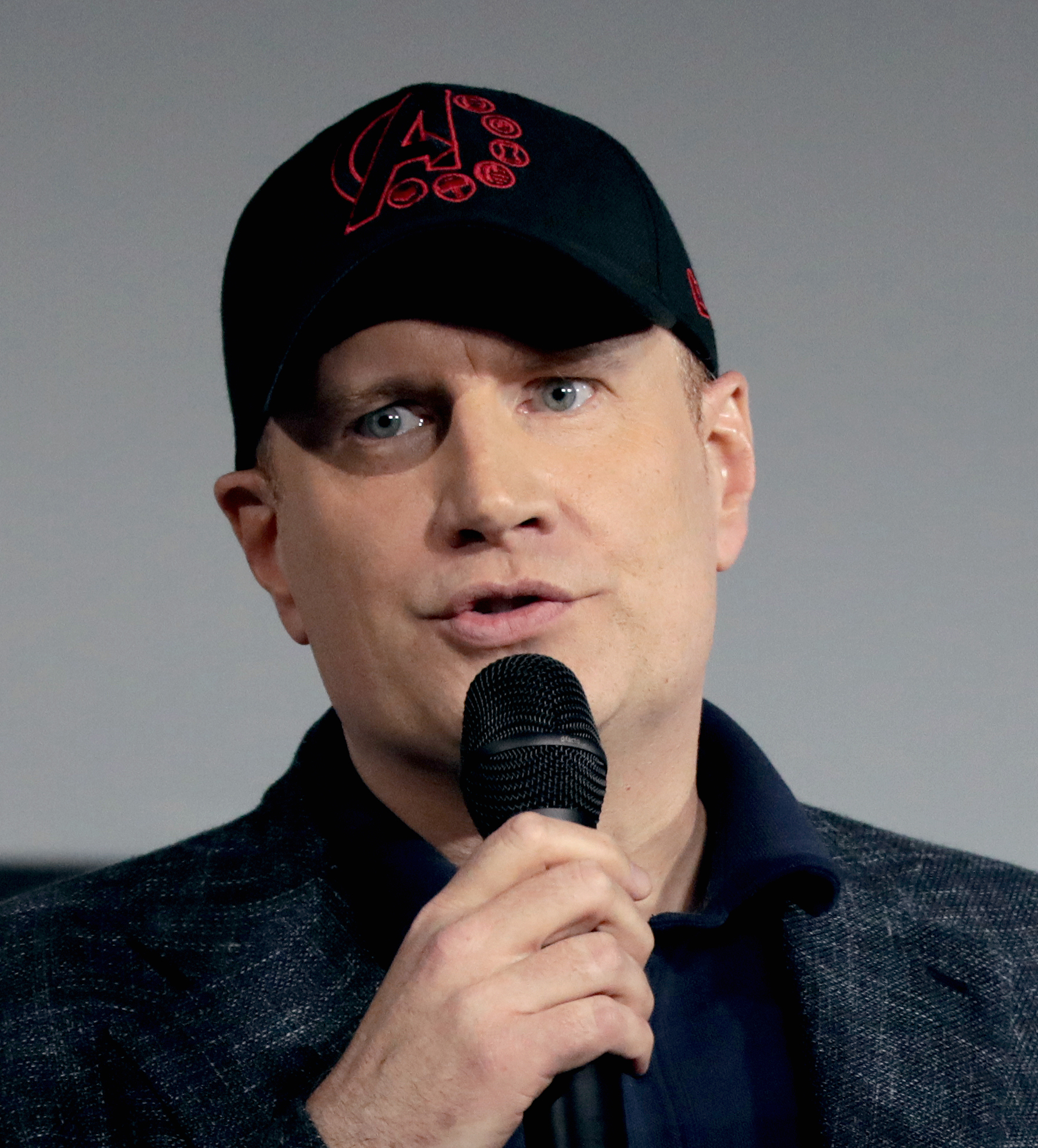
Kevin Feige, jeden ze zakladatelů MCU, nynější prezident Marvel Studios.

V roce 2000 si Kevin Feige uvědomil, že i po odebrání práv na X-meny a Spider-Mana, Marvel stále vlastní práva na základní členy Avengers. Feige se proto rozhodl pro vytvoření samostatného vesmíru, jako to udělal s komiksy Stan Lee a Jack Kirby v 60. letech.
Nápady na filmy založené na postavách Avengers oznámil Feige s Avi Aradem, tehdejším generálním ředitelem Marvel Studios, v dubnu 2005, poté co se Marvel Enterprises osamostatnilo a spojilo s Merrill Lynch za účelem produkce filmů, které by distribuovalo studio Paramount Pictures.
Scenárista Zak Penn, který napsal scénář Neuvěřitelného Hulka, film který by představil Hulka, byl najat Marvel Studios v červnu 2007. Po stávce Sdružení amerických scenáristů v letech 2007–2008, Marvel vyjednal s nimi vyjednal, aby zajistil, že budou moci vytvářet filmy podle komiksových postav, včetně postav Captain America, Ant-Man a týmu Avengers. Po úspěšném vydání filmu Iron Man v květnu 2008, který představil Iron Mana, stanovil Marvel datum vydání Avengers na červenec 2011. V září 2008 Marvel Studios podepsalo dohodu s Paramount Pictures na prodloužení předchozího partnerství, což společnosti poskytlo distribuční práva na pět budoucích filmů. V říjnu 2008 byl přizván Jon Favreau jako vedoucí producent a Marvel podepsal nájemní smlouvu s Raleigh Studios na produkci tří dalších velkorozpočtových filmů – Iron Man 2, který představí Black Widow, film Thor, který představí Thora a Hawkeye a film Captain America: První Avenger, který představí Captaina Americu.
V březnu 2009, oznámil Marvel, že datum vydání Avengers bude posunuto na 4. května 2012. V červenci téhož roku, prohlásil Penn, že se nejprve snažil omezit roli Thora ve scénáři, protože měl pochybnosti o schopnosti postavy uspět ve filmu, ale změnil názor, jakmile byl Chris Hemsworth obsazen jako Thor. Ve filmu měl být použit Loki jako hlavní záporák, ale byl zvažován i Red Skull, podle slov Penna.
V lednu 2010 byl šéf Marvel Studios Kevin Feige dotázán, zda bylo obtížné spojit Thora s high-tech postavou Iron Mana a Avengers, ale oznámil, že nebylo, protože používají Thora z původních komiksů, ne Thóra ze staré severské mytologie. V březnu 2010 bylo oznámeno, že Penn dokončil první návrh scénáře filmu Avengers. Pro vzhled a děj filmu Avengers z roku 2012 bylo použito mnoho aspektů a prvků z komiksů Ultimates a Earth-616 Avengers.

## Rozdíl od komiksů

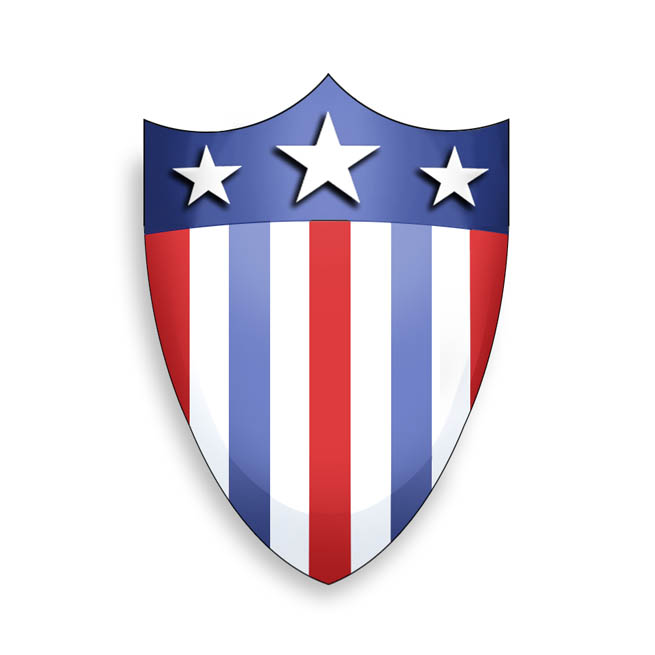
Štít, který používal Captain America v komiksech.

Zatímco Loki s Chitaurijskou armádou, jako první protivníci Avengers, sestavení Avengers S.H.I.E.L.D.em namísto americkou vládou, původní sestava a Scarlet Witch s Quicksilverem, jsou podobné komiksu od Marvel Comics, Ultimates, původní sestava Avengers zahrnovala Pyma a Wasp namísto Captaina, Black Widow a Hawkeye. Rocket a Nebula v komiksech nevystupují jako členové Avengers, což se taktéž liší od filmových adaptací.
Další rozdíly od komiksu Avengers jsou, že v komiksech vytvořil Ultrona Hank Pym, na rozdíl od Starka, Vision nemá v čele Kámen mysli, Hulk spolupracuje s Avengers pouze občasně, Scralet Witch je zodpovědná za smrt několika Avengers a Avengers samotní se nedokáží vypořádat s každou hrozbou.